# 自己整合ゲート
電子工学において自己整合ゲートとは、MOSFETの耐熱性の高いゲート電極を、ソース/ドレイン領域をドーピングする際のマスクとして使うトランジスタ製造技術である。この技術を使うことで、ゲートとソース/ドレインとの重なりがわずかになる。
自己整合ゲートの使用は、1970年代の計算能力の大幅な向上につながった発明の１つである。自己整合ゲートは未だに多くの現代的な集積回路プロセスで使われている。

## イントロダクション

標準的な MOSFETの図

自己整合ゲートは、MOSトランジスタ製造プロセスにおけるソース/ドレイン領域とゲート電極との位置調整を不必要にするために使われる。
自己整合ゲートを使うことで、ゲート-ソース間やゲート-ドレイン間の重なりによる寄生容量が大幅に減少する。自己整合ゲートを使用しないで作られたMOSトランジスタよりも速く、小さく、より信頼性があるものを作ることができる。
初期には、様々なゲート材料(アルミニウム、モリブデン、アモルファスシリコン)を用いた実験が行われた。その結果、多結晶シリコンで作られた自己整合ゲートがほぼ例外なく採用された。これはシリコンゲートテクノロジー(SGT)と呼ばれ、寄生容量の減少の他にも多くの利点を持つ。SGTの重要な性質として、シリコンゲートが高品質のシリコン熱酸化物(知られている中で最良の絶縁体である)に完全に埋まることである。これにより、従来技術や他の材料で作られた自己整合ゲートでは実現不可能な新しいタイプのデバイスを作ることができる。特に重要なデバイスとして結合電荷素子(CCD)がある。CCDが用いられる例としてはイメージセンサやシリコン浮遊ゲート構造を使った不揮発性メモリデバイスがある。これらのデバイスは、固体エレクトロニクスが作れる機能を劇的に拡げた。
自己整合ゲート技術を可能にしたイノベーション
自己整合ゲートを作るために必要とされたあるイノベーションとして、以下がある。
1. ゲートを作る新しいプロセス。
2. アモルファスシリコンから多結晶シリコンへの切り替え。アモルファスシリコンは、酸化物表面での段差で壊れるためである。
3. 多結晶シリコンをエッチングする方法(フォトリソグラフィ)。
4. シリコン中に存在する不純物を低減する方法。

これらのイノベーション以前では、自己整合ゲートはメタルゲートデバイスで実証されたが、シリコンゲートデバイスは大きなインパクトを与えた。

## 歴史
60年代中頃に発展したアルミニウムゲートMOSプロセス技術では、まずMOSトランジスタのソース/ドレイン領域の定義とドーピングを行い、その後ゲートマスクがトランジスタの薄い酸化膜領域を定義する。その後のプロセスにより、薄い酸化膜領域上にアルミニウムゲートが形成され、デバイス製造が完了する。
ゲートマスクとソース/ドレインマスクとのズレは避けられず、大きくズレたとしてもソースとドレインの間に酸化薄膜が作られているためには、ゲート領域とソース/ドレイン領域とが大きく重なっている必要がある。このためゲート-ソース間とゲート-ドレイン間に寄生容量が生じる。寄生容量は小さくなく、ウェハ毎に異なり、ソース/ドレインマスクに対するゲート酸化物マスクのズレに依存する。その結果、集積回路の製造スピードに悪影響を与え、寄生容量を最小限に小さくできた場合の理論値よりも遥かに低いスピードとなる。パフォーマンスに最も悪影響を与えるのは、ゲート-ドレイン寄生容量Cgdである。ミラー効果により、そのトランジスタを一部にもつ回路のゲインを乗じたCgdによってトランジスタのゲート-ソース容量を増大する。よってトランジスタのスイッチングスピードが大きく減少する。
1966年にBowerは、最初にゲート電極を定義するとゲートとソース/ドレイン間の寄生容量を最小化できるだけでなく、ズレが無くなることを示した。彼はアルミニウムゲート電極自身をトランジスタのソース/ドレイン領域を定義するマスクとして使う方法を提案した。しかしアルミニウムはソース/ドレインのドーピングで通常必要な高温に耐えることができないため、Bowerはイオン注入を提案した。イオン注入は新しいドーピング技術で、彼が務めていたヒューズ・エアクラフトではまだ開発中で、他の研究所でも利用できなかった。Bowerのアイデアは理論上では理にかなっていたが、実際には上手くいかなかった。その理由は、トランジスタの不動態化と、イオン注入によってシリコン結晶構造が受ける放射線ダメージの回復ができなかったからである。なぜなら不動態化とダメージの回復はアルミニウムゲートが耐えられる以上の温度が必要だったからである。よって彼の発明は原理の証明を与えたが、商業的な集積回路はBowerの方法では作られなかった。より耐熱性の高いゲート材料が必要であった。
1967年にベル研究所のJohn C. Saraceと共同研究者は、真空蒸着したアモルファスシリコン電極でアルミニウムゲートを置き換えた自己整合ゲートMOSトランジスタを作ることに成功した。
しかしこのプロセスは、説明したように原理の証明にすぎず、離散的なトランジスタ製造のみに適して集積回路には適しておらず、発明者らによってさらに追求されることはなかった。
1968年のMOS産業では高閾値電圧(HVT)のアルミニウムゲートトランジスタが広く使われていたが、MOS集積回路のスピード向上と電力散逸の低下のために低閾値電圧(LVT)のMOSプロセスが望まれた。アルミニウムゲートの低閾値電圧トランジスタは、[100]シリコン方位を使う必要があった。しかしこれにより、寄生MOSトランジスタ(酸化物上のアルミニウムが２つの接合を繋ぐときに作られるMOSトランジスタ)の閾値電圧が小さくなりすぎる。供給電圧以上に寄生閾値電圧を増加させるために、電界酸化物の下の選択された領域でN型ドーピング濃度を増やす必要がある。これは最初はいわゆるチャネルストッパーマスクの使用、後にイオン注入で成し遂げられた。

### フェアチャイルドセミコンダクターでのシリコンゲート技術の発展
シリコンゲート技術は商業用MOS集積回路の製造で用いられた最初のプロセス技術で、その後の1960年代には産業全体で広く採用された。1967年後半、フェアチャイルドセミコンダクター研究所でLes Vadaszの部下であったTom Kleinは、高濃度にP型ドープしたシリコンとN型シリコンとの仕事関数の差は、アルミニウムとN型シリコンとの仕事関数の差よりも1.1ボルト小さいことを示した。このことは、シリコンゲートを持つMOSトランジスタの閾値電圧は、アルミニウムゲートをもつMOSトランジスタの閾値電圧より1.1ボルト低いことを意味した。
よって[111]シリコン方位を用いて、チャネルストッパーマスクや酸化膜下へのイオン注入を使うこと無く、適切な寄生閾値電圧と閾値電圧が低いトランジスタの両方を達成できる。よってP型ドープシリコンゲートで自己整合ゲートトランジスタを作るだけで無く、低い閾値電圧プロセスを作ることも高閾値電圧プロセスと同じシリコン方位を使ってできる。
1968年2月にフェデリコ・ファジンはLes Vadaszのグループに加わり、低閾値電圧の自己整合ゲートMOSプロセス技術の開発を任された。ファジンの最初の仕事はアモルファスシリコンゲートのための精度の高いエッチング液の開発で、プロセスの基本設計とシリコンゲートでMOS ICを製造する詳細なプロセスを作った。彼は金属を使わずにアモルファスシリコンとシリコン接合との間の直接接触を作る手法で、特にランダム論理回路での遥かに高い回路密度を可能にする技術である「埋め込み接触」も開発した。
彼がデザインしたテストパターンで有用性の確認と特性評価をした後、ファジンは最初のMOSシリコンゲートトランジスタを作り、1968年4月に構造をテストした。彼はこの時シリコンゲートを用いた最初の集積回路であり復号論理をもつ8ビットアナログマルチプレクサ Fairchild 3708をデザインした。これはフェアチャイルドセミコンダクターが厳しい仕様のため作るのが難しかったメタルゲート生産ICであるFairchild 3705のいくつかの機能性をもつ。
1968年7月には3708の供給力は数ヶ月の間プロセスをさらに改善するためのプラットフォームを与え、1968年10月に顧客へ最初の3708サンプルを出荷し、1968年終わりまで一般市場が商業的に利用できるようになった。その間、1968年7月から10月までファジンは２つの重要なステップをプロセスに加えた。
- 真空蒸着したアモルファスシリコンから気相堆積した多結晶シリコンに置き換えた。酸化物表面での段差で蒸着したアモルファスシリコンが壊れるため、このステップが必要となる。
- トランジスタの信頼性の問題を引き起こす不純物を吸い上げるため、リンによるゲッタリングを使う。リンゲッタリングによってリーク電流が大幅に減少し、アルミニウムゲートのMOS技術を悩ませる閾値電圧のドリフトを避ける(アルミニウムゲートのMOSトランジスタは、高温を必要とするリンゲッタリングには適さない)。

シリコンゲートを使うとMOSトランジスタの長期信頼性はすぐにバイポーラICのレベルに達し、MOS技術を広く適用するのための大きな障害の１つを取り除いた。
1968年の終わりには、シリコンゲート技術は素晴らしい結果を残した。3705と同じ生産設備の使用を促進するため、3708は3705とほぼ同じ面積に設計されていたが、かなり小さく作られた。にもかかわらず、3705よりも優れた性能を示した。5倍速く、リーク電流が約100倍少なく、アナログスイッチを作る大きなトランジスタのオン抵抗が3倍小さい 。シリコンゲート技術(SGT)はインテル設立時(1968年7月)にも採用され、数年で世界中のMOS集積回路製造のコア技術になり、今日まで続いている。インテルは浮遊シリコンゲートトランジスタを用いた不揮発性メモリを開発した最初の企業でもある。

## シリコンゲート技術の原論文
- Bower, RW and Dill, RG (1966). "Insulated gate field effect transistors fabricated using the gate as source-drain mask". IEEE International Electron Devices Meeting, 1966
- Faggin, F., Klein, T., and Vadasz, L.: "Insulated Gate Field Effect Transistor Integrated Circuits With Silicon Gates". IEEE International Electron Devices Meeting, Washington D.C, 1968
- US 3475234, Kerwin, R. E.; Klein, D. L. & Sarace, J. C., "Method for Making MIS Structure", issued 28-10-1969
- Federico Faggin and Thomas Klein.: "A Faster Generation Of MOS Devices With Low Thresholds Is Riding The Crest Of The New Wave, Silicon-Gate IC’s". Cover story on Fairchild 3708, "Electronics" magazine, September 29, 1969.
- Vadasz, L. L.; Grove, A.S.; Rowe, T.A.; Moore, G.E. (October 1969). “Silicon Gate Technology”. IEEE Spectrum:  27–35.
- F. Faggin, T. Klein "Silicon Gate Technology", "Solid State Electronics", 1970, Vol. 13, pp. 1125–1144.
- US 3673471, Klein Thomas & Faggin Federico, "Doped Semiconductor Electrodes for MOS Type Devices", issued June 27, 1972,  assigned to Fairchild Camera and Instruments Corporation, Mountain View, CA

### 特許
自己整合ゲート設計は1969年にKerwin、Klein、Saraceのチームによって特許化された。
それとは独立にRobert W. Bowerによって発明された
(U.S. 3,472,712、1966年10月27日申請、1969年10月14日交付)。
ベル研究所のKerwinらの特許3,475,234は、R. W. BowerとH. D. Dillが1966年のワシントンD.C.でこの仕事を最初に発表した国際電子デバイスミーティングIEDMの数ヶ月後の1967年3月27日まで出願されなかった。
しかしBowerとDillを含む控訴で、第3巡回控訴裁判所はKerwin、Klein、Saraceが自己整合シリコンゲートトランジスタの真の発明者であると決定した。それに基づき、彼らはUS 3,475,234 の基本特許を授けられた(アメリカの特許システムは、当時のルールにより最初に特許出願した当事者ではなく、最初に発明した当事者に基本特許を授ける)。自己整合ゲートMOSFETを記述したBowerの仕事は、アルミニウムとポリシリコンの両方で作られた。ソース/ドレイン領域を定義するためのマスクとしてゲート電極を用い、イオン注入と拡散の両方を使ってソースとドレインを形成した。ベル研究所のチームは1966年にIEDMのこのミーティングに参加し、Bowerのプレゼンテーションの後1966年にBowerとこの仕事について議論した。Bowerはゲートとしてアルミニウムを用いて最初に自己整合ゲートを作り、1966年のプレゼンテーションの前にゲートとしてポリシリコンを用いてデバイスを作ったと信じた。しかし彼はベル研究所のチームの側についた高等裁判所にそれを証明することができなかった。
自己整合ゲートには一般的に、1960年代の別の半導体プロセスの発明であるイオン注入が含まれる。イオン注入と自己整合ゲートの歴史は非常に関連しており、R.B. Fairによる詳細な歴史で語られている。
自己整合ゲート技術を使った最初の製品は、フェデリコ・ファジンによって設計された1968年のフェアチャイルド3708 8-ビットアナログマルチプレクサで、彼は前述のコンセプトの機能しない証明をその後実際に採用された産業へ変える発明をした。

## 製造プロセス
自己整合ゲートの重要性は、それらが作られるとき用いられるプロセスで現れる。ソース/ドレイン拡散のマスクとしてゲート酸化物を用いることでプロセスを簡単にし、収率を大きく向上させる。

### プロセスステップ
以下は、自己整合ゲートを作るステップである。

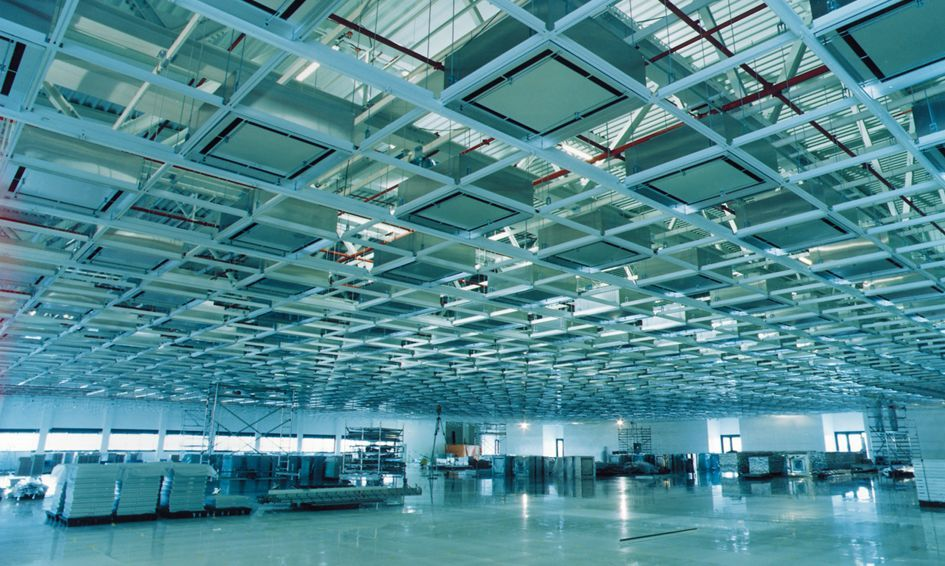
これらのステップが行われるクリーンルーム設備

これらのステップはフェデリコ・ファジンによって最初に作られ、最初の商業用集積回路Fairchild 3708の製造のために1968年にフェアチャイルドセミコンダクターで発展したシリコンゲート技術プロセスで用いられた。
1. トランジスタが形成される所で電界酸化物上のウェルがエッチングされる。エッチングによりMOSトランジスタのソース/ドレイン領域、ゲート領域が定義される。
2. ドライ熱酸化プロセスを使って、シリコンウェハ上にゲート酸化物(SiO2)の層(5-200 nm)を成長させる。
3. 化学気相堆積(CVD)プロセスを使って、ゲート酸化物のトップにポリシリコン層を成長させる。
4. ポリシリコンのトップにフォトレジスト層を塗布する。
5. フォトレジストのトップにマスクを置き、UV光に晒す。マスクが保護していない領域では、フォトレジスト層が壊される。
6. フォトレジストを特殊な現像液に晒す。UV光によって壊されたフォトレジストが除去される。
7. フォトレジストで保護されていないポリシリコンとゲート酸化物を、緩衝化したイオンエッチングプロセスで除去する。これは通常、フッ化水素酸を含む酸溶液である。
8. フォトレジストの残りをシリコンウェハーからはがし取る。この段階では、ゲート酸化物上と電界酸化物上にポリシリコンがあるウェハーが存在する。
9. 薄い酸化物をエッチング除去し、ポリシリコンゲートによって保護されているゲート領域を除いてトランジスタのソース/ドレイン領域を晒す。
10. 通常のドーピングプロセスまたはイオン注入と呼ばれるプロセスを使って、ソース/ドレインとポリシリコンをドープする。シリコンゲートの下の薄い酸化物はドーピングプロセスのマスクとして作用する。これはゲートを自己整合（セルフアライメント）するステップである。ソースとドレイン領域は(すでに位置している)ゲートで自動的に正しくアライン(位置合わせ)されている。
11. ウェハーを高温炉(>800 °C または 1,500 °F)でアニールする。これはドーパントを結晶構造へさらに拡散しせ、ソース/ドレイン領域を作り、ゲートのわずかに下へドーパントを拡散させる。
12. 晒された領域を保護するためにプロセスは二酸化ケイ素の気相堆積を続け、プロセスを完了するたみの残りの全てのステップを続ける。